# Polepione dźwięki
Polepione dźwięki – pierwszy solowy album polskiego rapera o pseudonimie Fisz. Ukazał się 26 czerwca 2000 roku nakładem wytwórni Asfalt Records. Album został nominowany do Fryderyka w kategorii Album Roku – Rap, Hip-Hop. Nagroda nie została jednak mu przyznana.
Nagrania dotarły do 48. miejsca listy OLiS.
W 2005 roku utwór „Huragan” został wykorzystany w filmie obyczajowym Teraz ja w reżyserii Anny Jadowskiej. Z kolei w 2012 roku piosenka pt. „Czerwona sukienka” znalazła się na liście „120 najważniejszych polskich utworów hip-hopowych” według serwisu T-Mobile Music.

## Lista utworów
Opracowano na podstawie źródła.
1. „D.C.P.” – 4:18
2. „Bla bla bla” – 5:10
3. „Drewno” – 4:53
4. „Język wszechświata” (gościnnie Peteero) – 4:23
5. „Nienawiść” – 3:16
6. „Polepiony” – 4:09
7. „Balon” (gościnnie Mamadou Diouf) – 4:58
8. „Huragan” – 3:55
9. „Czerwona sukienka” – 5:35
10. „Stop” – 5:21
11. „Bla bla bla (600V w Autobusie Remix)” – 5:32

## Twórcy
Opracowano na podstawie źródła.

- Fisz – rap, słowa, oprawa graficzna
- Emade – produkcja muzyczna, miksowanie, skrecze
- DJ 600V – mastering, produkcja i miks utworu 11.
- Peteero – rap, słowa
- Mamadou Diouf – śpiew, słowa
- Tytus – producent wykonawczy, oprawa graficzna
- Paweł Oska – oprawa graficzna